# Jan Gałecki
Jan Stefan Gałecki (ur. 18 czerwca 1932 w Zalesiu, zm. 27 kwietnia 2021 w Szczecinie) – polski duchowny rzymskokatolicki, doktor nauk filozoficznych, biskup pomocniczy szczecińsko-kamieński w latach 1974–2007, od 2007 biskup pomocniczy senior archidiecezji szczecińsko-kamieńskiej.

## Życiorys
Urodził się 18 czerwca 1932 w Zalesiu. Kształcił się w Krasińcu i Makowie Mazowieckim, następnie w latach 1950–1952 w Niższym Seminarium Duchownym w Słupsku. W 1952 złożył egzamin dojrzałości. W latach 1952–1957 odbył studia filozoficzno-teologiczne w Wyższym Seminarium Duchownym w Gościkowie-Paradyżu. Święceń prezbiteratu udzielił mu 23 czerwca 1957 w katedrze Wniebowzięcia Najświętszej Maryi Panny w Gorzowie Wielkopolskim biskup Teodor Bensch, delegat Prymasa Polski z uprawnieniami biskupa rezydencjalnego w Gorzowie Wielkopolskim.
W 1970 rozpoczął studia na Wydziale Teologicznym Katolickiego Uniwersytecie Lubelskiego. W 1972 uzyskał magisterium w Instytucie Teologii Pastoralnej. Doktorat nauk filozoficznych otrzymał w 1978 w Sekcji Filozofii Społecznej Wydziału Filozoficznego Katolickiego Uniwersytetu Lubelskiego na podstawie dysertacji Religijność rodziców a religijność dzieci w środowisku miejskim. Studium socjologiczne.
Przez 13 lat pracował jako wikariusz kolejno w parafiach: Najświętszego Zbawiciela w Zielonej Górze (1957–1959), Najświętszego Zbawiciela w Szczecinie (1959–1960), św. Jadwigi Śląskiej w Zielonej Górze (1960–1964), Matki Bożej Nieustającej Pomocy w Drawnie (1964–1966) i Narodzenia Najświętszej Maryi Panny w Szczecinku (1966–1970). W latach 1971–1974 był administratorem i proboszczem parafii Najświętszej Maryi Panny Królowej Świata w Stargardzie Szczecińskim, jednocześnie pełnił funkcję wicedziekana dekanatu stargardzkiego. Od 1964 do 1971 był zatrudniony w kurii biskupiej w Gorzowie Wielkopolskim, początkowo w latach 1964–1970 na stanowisku referenta pomocniczego ds. środków społecznego przekazu, następnie w latach 1970–1971 jako notariusz. W 1972 został inkardynowany do diecezji szczecińsko-kamieńskiej. W kurii diecezjalnej w Szczecinie od 1972 do 1974 pełnił funkcję konsultora diecezjalnego, zaś w latach 1973–1974 był referentem duszpasterstwa nauczycieli i wychowawców.
4 lutego 1974 został prekonizowany biskupem pomocniczym diecezji szczecińsko-kamieńskiej ze stolicą tytularną Maiuca. Święcenia biskupie otrzymał 17 marca 1974 w katedrze św. Jakuba w Szczecinie. Udzielił mu ich kardynał Stefan Wyszyński, prymas Polski, któremu asystowali Jerzy Stroba, biskup diecezjalny szczecińsko-kamieński, i Bogdan Sikorski, biskup diecezjalny płocki. Jako dewizę biskupią przyjął słowa „Mitte me” (Poślij mnie). 18 marca 1974 został ustanowiony wikariuszem generalnym diecezji. W kurii biskupiej pełnił funkcje moderatora kurii oraz moderatora wydziału duszpasterskiego, od 2003 sprawował nadzór nad III rejonem obejmującym 13 dekanatów północnych archidiecezji. Od 9 października 1978 do 10 marca 1979, w związku z przeniesieniem dotychczasowego biskupa diecezjalnego Jerzego Stroby do archidiecezji poznańskiej, pełnił funkcję wikariusza kapitulnego diecezji. W maju 1978 został ustanowiony prepozytem kapituły katedralnej w Szczecinie. W 1986 rozpoczął prowadzenie wykładów z katolickiej nauki społecznej, a następnie teologii pastoralnej w Wyższym Seminarium Duchownym w Szczecinie. 22 września 2007 papież Benedykt XVI przyjął jego rezygnację z obowiązków biskupa pomocniczego archidiecezji szczecińsko-kamieńskiej.
W ramach prac Episkopatu Polski został członkiem Komisji ds. Środków Społecznego Przekazu, Komisji ds. Duszpasterstwa Ludzi Morza, Komisji ds. Duszpasterstwa Turystycznego oraz Rady ds. Migracji, Turystyki i Pielgrzymek. W 1980 był współkonsekratorem podczas sakry biskupa pomocniczego szczecińsko-kamieńskiego Stanisława Stefanka.
Zmarł 27 kwietnia 2021 w Szczecinie. 1 maja 2021 został pochowany w grobowcu kapłanów archidiecezji szczecińsko-kamieńskiej na cmentarzu Centralnym w Szczecinie.